# Taching am See
Taching am See Bajorországban, Németországban Traunstein kerületében. Lakosainak száma 2177 fő (2023. december 31.).

## Története
Taching am See 1275 óta a Salzburgi Érsekséghez tartozott. 1803 a III. Ferdinánd toszkánai nagyherceg uralma alá  került (szekularizáció). A Pozsonyi béke (1805) és 1809/10 között Ausztriahoz tartozott. Utána Bajorország része lett.
A 20. században Taching egy fontos üdülőhely lett.

## Népesség
| Lakosok száma | 1502 | 839  | 1940 | 1902 | 1973 | 2021 | 2084 | 2122 | 2113 | 2177 |
|               | 1970 | 1975 | 2011 | 2012 | 2014 | 2015 | 2017 | 2019 | 2022 | 2023 |